# Тампуани
Тампуани (тампуони, варіанти написання: Tampuan, Tampuon, Tumpoon, Tumpoun, Tampoeun, Tampuen, Tamphuan, Campuon, Tompuan, Proon) — народ на північному сході Камбоджі, одна з корінних етнічних меншин країни. Належать до числа так званих гірських кхмерів або монтаньярів, як їх називали за часи французького колоніального панування.
Гірські народи Камбоджі відрізняються від низинних кхмерів мовою, господарським комплексом, релігією, організацією суспільства та іншими елементами культури. Протягом останніх десятиліть їхній традиційний спосіб життя зазнає масштабних руйнувань, викликаних кхмеризацією та захопленням земель низинними кхмерами.

## Розселення і чисельність

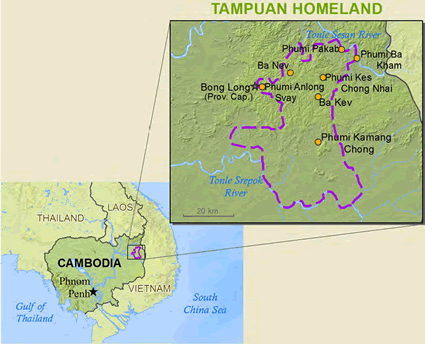
Район розселення тампуонів.

Тампуани розселені в гірських центральних та південних районах провінції Ратанакірі, між річками Сан (Tonlé San, Tonlé Se San, Sesan) на півночі та Срепок (Сраєпок, Tonlé Srepok, Srepok) на півдні. Близько 70 тампуанських сіл розташовані переважно на схід містечка Банлунг (Ban Lung), адміністративного центра провінції.
Тампуани належать до числа найбільших національних меншин Камбоджі. Це друга за чисельністю, після чамів, з 23 офіційно визнаних меншин. За даними перепису населення 2008 року носії тампуанської мови становили 8,09 % з 383 273 носіїв мов національних меншин, це близько 31 тис. осіб. Вони становлять 21 % населення провінції Ратанакірі, а разом із шістьма іншими корінними групами — його більшість.
За даними опитування, проведеного Національним інститутом статистики Камбоджі 2013 року, в країні нараховувалось 51 947 носіїв тампуанської мови.

## Мова
Говорять тампуанською мовою (код ISO 639-3: tpu), яка належить до банарської гілки австроазійських мов. Спорідненими із нею є мови інших корінних народів регіону: крунг і брао в Камбоджі, банарська у В'єтнамі, алацька в Лаосі.
Тампуанська мова перебуває в активному використанні серед усіх вікових та соціальних груп народу.
Користуються також кхмерською та лаоською мовами. Кхмерська є єдиною мовою формальної освіти в Камбоджі, але, разом із тим, станом на 2002 рік, менше половини горян могли говорити нею.
Спільними зусиллями камбоджійського уряду, ЮНЕСКО та неурядових організацій 1997 року на основі кхмерської абетки було створено тампуанську писемність. П'ять років знадобилося, щоб удосконалити новий алфавіт. Існує література, словники. 2003 року розпочалась пілотна програма із впровадження тампуанської мови в перших трьох початкових класах формальної освіти.
Рівень грамотності рідною мовою серед тампуанів становить лише 5 %, рівень грамотності кхмерською — 10 %. Багато дорослих ніколи не відвідували школи й достатньо не розуміють цінність формальної освіти. З іншого боку, вони просто занадто бідні, щоб віддавати своїх дітей до школи. Ще одна причина низької відвідуваності навчальних закладів полягає в тому, що тампуанські діти погано розуміють кхмерську мову, їм доводиться докладати багато зусиль, щоб вивчити урок. Очікується, що впровадження тампуанської мови в початковій школі має підвищити рівень освіти серед тампуанів у наступних поколіннях. Акцент робиться на двомовній освіті. Учні вчаться читати рідною мовою й мають більший успіх у подальшому вивченні кхмерської. Інтеграція гірського населення до суспільного життя Камбоджі, можливість вирішення економічних та земельних питань вимагає підвищення рівня їхньої грамотності кхмерською мовою.
Запровадження писемності рідною мовою також має стати величезним кроком до збереження фольклору, який досі ще пам'ятають люди.

## Історія
Народи гірських районів Камбоджі протягом декількох тисяч років жили на своїй нинішній території. Контакти із зовнішнім світом були мінімальними. Низинні кхмери розглядали горян як «нецивілізоване» населення та ставилося до них як до нижчих істот. Їх використовували як рабів для виконання певних робіт або залучали до армії. Ізоляція була трохи подолана за французького колоніального правління. Французи намагалися побудувати дороги в гірських районах та запровадити там систему освіти. Проте місцеві жителі не бачили жодної потреби в цих змінах, і тому ці кроки виявилися невдалими.
За правління принца Сіанука (1953—1970) камбоджійська держава намагалася «цивілізувати» горян. Ідея полягала в тому, щоб змусити їх навчитися говорити, читати й писати кхмерською, навчити одягатися як кхмери, працювати як кхмери. Гірські кхмери могли стати громадянами Камбоджі, оволодівши кхмерською мовою, звичаями та традиціями низинних кхмерів. Впроваджувалась система освіти, медичні послуги. В 1958 році почали заохочували кхмерське населення переселятися до високогірних районів, щоб навчити тамтешні народи вирощувати вологий рис та пришвидшити їхню кхмеризацію. Очікувалось також, що горяни навернуться до буддизму. Звичаї, одяг, хати гірських кхмерів почали змінюватися, вони втратили багато своїх культурних традицій.
За доби правління «червоних кхмерів» (1975—1979) горяни вважалися більше кхмерами, ніж міські етнічні кхмери, тому що на них не так впливали іноземці в'єтнамського або китайського походження. Але це не завадило режиму придушити їхні рідні релігійні та соціальні практики, високогірні групи втратили в ці роки багатьох своїх старійшин, а з ними й значну частину своєї усної історії та культурної спадщини.
Після падіння «червоних кхмерів» уряд повернувся в ставленні до гірських племен до політики доби Сіанука, але на в'єтнамський зразок. Хоча отримання грамотності кхмерською мовою було основною метою для уряду, мови меншин «поважалися, й кожне плем'я отримало право писати, читати та отримувати освіту своєю рідною мовою». Хоча тампуани дуже рідко переселяються до Пномпеня, з початку 1990-х років вони зазнають інтенсивної кхмеризації, пов'язаної з міграцією низинних кхмерів у високогірні райони, державним втручанням у життя місцевих корінних громад, впровадженням шкільної освіти (кхмерською), впливом засобів масової інформації (також кхмерською). В регіоні ведеться комерційна вирубка лісів, яка завдає непоправної шкоди його екології та руйнує традиційний господарський комплекс гірських жителів. 2001 року був прийнятий закон про землю, який мав захищати право корінних громад на їхні традиційні землі, проте на практиці він не діє. Захоплення гірських земель низинними кхмерами відбувається в значних масштабах. Більшість тампуанів стикається із загрозою маргіналізації в широкому кхмерському суспільстві. Камбоджа є однією з найбідніших країн світу, а Ратанакірі — однією з найбідніших її провінцій. Контакти між поколіннями та передача культурних знань і цінностей різко скоротилися, існує загроза втрати тампуанами власної культурної ідентичності.

## Вірування
Основна релігія тампуанів — анімізм. Народ зберігає старі традиційні вірування, згідно яких людей оточує світ духів. Вони вірять, що все в природі має свого духа: ліс, скелі, гори, річки тощо. Також вірять у духів померлих предків. Панує страх перед силою злих духів. Давні історії застерігають людей від дій, що можуть розгнівити їх. Щоб умилостивити духів, виявити повагу до них урочисто приносять у жертву тварин. Жертвують також рис, гроші, м'ясо. Жертвопринесення й досі залишаються звичним явищем. Вони здійснюються в певну пору року, наприклад, перед посівом рису, перед збиранням врожаю, коли жнива закінчено, а також в інших випадках, таких як весілля, похорони або коли хтось захворіє. В селах стоять спеціальні маленькі хатинки для духів, до них регулярно приносять жертви. Тампуани також вірять, що духи спілкуються з ними уві сні, щоб повідомити, яку жертву потрібно принести, щоб дати дозвіл на розчищення ділянки лісу, щоб попередити людину про небезпеку тощо.
Важливе місце в тампуанському суспільстві все ще займають шамани. Вони «спілкуються з духами», зцілюють хворих, зберігають народні традиції та легенди. Тампуани вважають, що шамани можуть вступати в контакт з духами й передавати їхню волю. Шамани використовують багато музичних інструментів, чільне місце серед них займає «барабан духів», проводять навіть спеціальну масштабну церемонію «інавгурації» цього інструменту. Щоб спілкуватися з духами, шаман входить у транс, виконує спеціальні танці, промовляє присвячені духам молитви.
Причину хвороб тампуани бачать у тому, що злий дух заволодів тілом людини. Хвороби лікують травами та принесенням у жертву тварин. Шаман визначає, якої саме жертви вимагають духи. Він же проводить спеціальну церемонію вигнання злого духа з людини, яка розглядається як головний чинник зцілення. Тампуани тепер приймають таблетки, але для них вони не є альтернативним засобом лікування, а розглядаються як ще один прояв магії. Люди не довіряють лікарні, адже після такого лікування дух може лишитися в тілі людини.
Досі в деяких громадах тампуанів практикують випробування для вирішення суперечок. Зокрема можуть поливати окропом на руки обвинувачуваного: якщо той невинний — руки не постраждають.
Зараз по всій території свого розселення тампуани переживають незворотні зміни в способі життя та культурі. Народні традиції втрачаються. Молоде покоління набагато менше схильне йти анімістичним шляхом своїх батьків і поступово відмовляється від старих ритуалів. Відмічені випадки переходу від анімізму до буддизму або християнства. Нещодавно серед тампуанів розпочали роботу християнські місіонери, але їхні успіхи тут виявилися значно меншими, ніж серед інших меншин на північному сході Камбоджі. Частина тампуанів була навернена на християнство, але їхня віра виявилися неміцною, й багато новонавернених швидко відійшли від нової релігії.

## Господарство
Тампуани ведуть переважно натуральне господарство. Гроші тут не ходять, використовується бартерна торгівля. Проте трохи грошей горяни все-таки отримують, продаючи свою продукцію на базарах у кхмерських селах. Для цього вони мають з кошиком на спині подолати декілька кілометрів гірськими стежками.
Основне заняття тампуанів — землеробство, засноване на вирощуванні високогірного рису. Традиційно використовувався підсічно-вогневий спосіб культивації земель. Розчищали ділянку лісу, зазвичай площею близько одного гектара, й спалювали на ній залишки рослинності, щоб зробити ґрунт більш родючим. Це поле засівали рисом протягом 3-5 років, а тоді розчищали нову ділянку. Колишнє поле залишали як перелоги на 15-20 років, перш ніж повернутися до нього знову. Крім рису, вирощують різні фрукти та овочі.
Тримають свиней, корів, курей, додаткові продукти отримують, збираючи бульби в лісі, полюючи й ловлячи оленів, кабанів, гризунів та фазанів, а ще жуків, мурах тощо.
Ще недавно стійким залишався підсічно-вогневий спосіб землеробства. Проте в останні роки в житті тампуанів відбуваються значні зміни, пов'язані з міграцією в гірські райони низинних кхмерів. Кхмери розглядають гірське землеробство як неефективне й бачать у ньому причину знищення лісів. Деякі гірські громади запозичили в кхмерів вологий спосіб вирощування рису. Тепер високогірний і вологий рис вирощують паралельно. Нові закони забов'язують обробляти землю безперервно, люди мають назавжди володіти лише однією ділянкою. Як результат, ґрунти виснажуються, знижується їхня родючість. Вирубування лісів та захоплення сторонніми ділянок лісу викликає труднощі з полюванням та збиральництвом.
Багато людей почало вирощувати товарні культури, найбільше горіхи кеш'ю.

## Суспільство
У соціальному плані тампуани, як і інші етнічні групи гірських районів, сильно відрізняються від низинних кхмерів. Місцеве суспільство егалітарне, громади мають неавторитарне керівництво, рішення намагаються приймати на основі консенсусу. Серед тампуанських громад немає єдності.
Землеволодіння колективне, але кожна сім'я має свою ділянку.
Дотримуються матрилінійної системи, згідно якої прізвище та спадщина передаються за материнською лінією. Живуть екзогамними родами, спільними з деякими сусідніми народами. Завдяки цій особливості тампуани долають етнічні та мовні кордони.
Одружуються вже в підлітковому віці. За традицією, пара після шлюбу три роки живе в сім'ї молодої, а тоді ще на три роки переселяється до сім'ї молодого. Після цього обов'язкового періоду пара може почати власне спільне життя. Двоєженство допускається.
Освіта, ініційована кхмерами для перетворення горян на кхмерських громадян, порушила традиційну владу. Соціальні руйнування, викликані кхмеризацією, продовжують залишатися серйозною проблемою для тампуанів.

## Побут

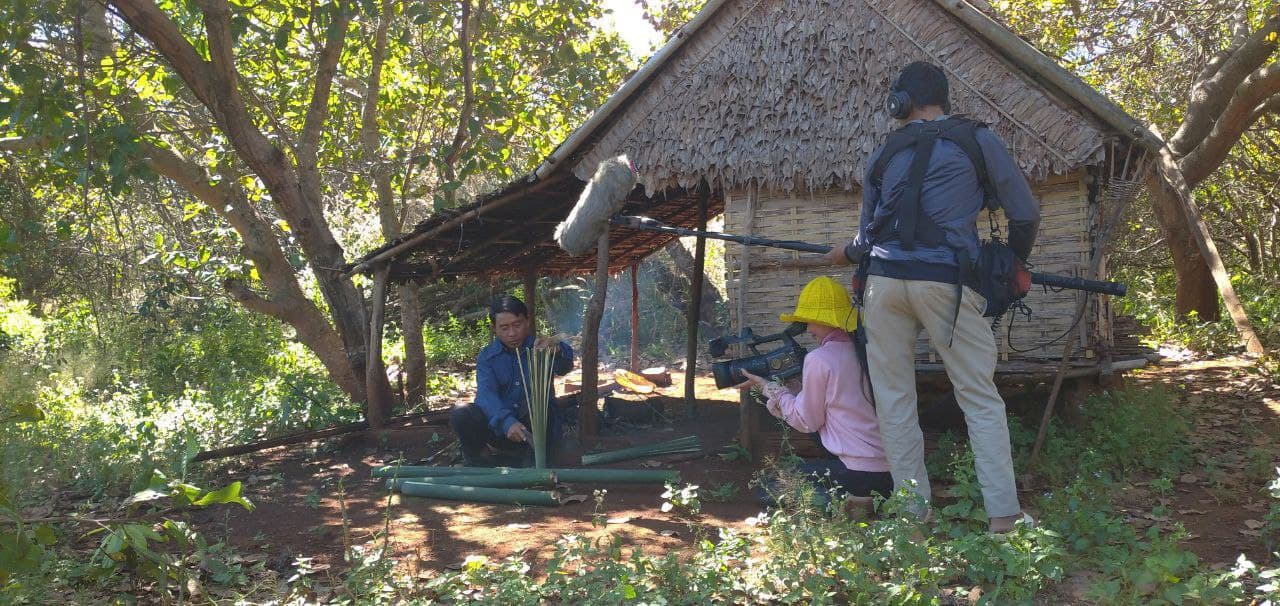
Чоловік займається розщепленням бамбука.

Тампуани живуть невеликими селами приблизно по 100—400 осіб. В центрі села стоїть громадська хата. Навколо села розташовуються рисові поля.
Традиційні хати невеликі, прямокутні в плані, стоять на палях висотою близько 1,8 м, зроблені з бамбука та соломи. В деяких селах збереглися великі довгі хати, в яких живе разом багато сімей. Довжина такої хати може сягати 60 метрів, уздовж одного боку вона має відкриту загальну зону, а з іншого розташовані приміщення для окремих сімей. Останнім часом у тампуанських селах постало багато дерев'яних хат кхмерського типу. Більшість тампуанів має також хижі в полі, де вони можуть відпочити протягом робочого дня. Закінчення будівництва нової хати — це важлива подія, яку відзначають усім селом.

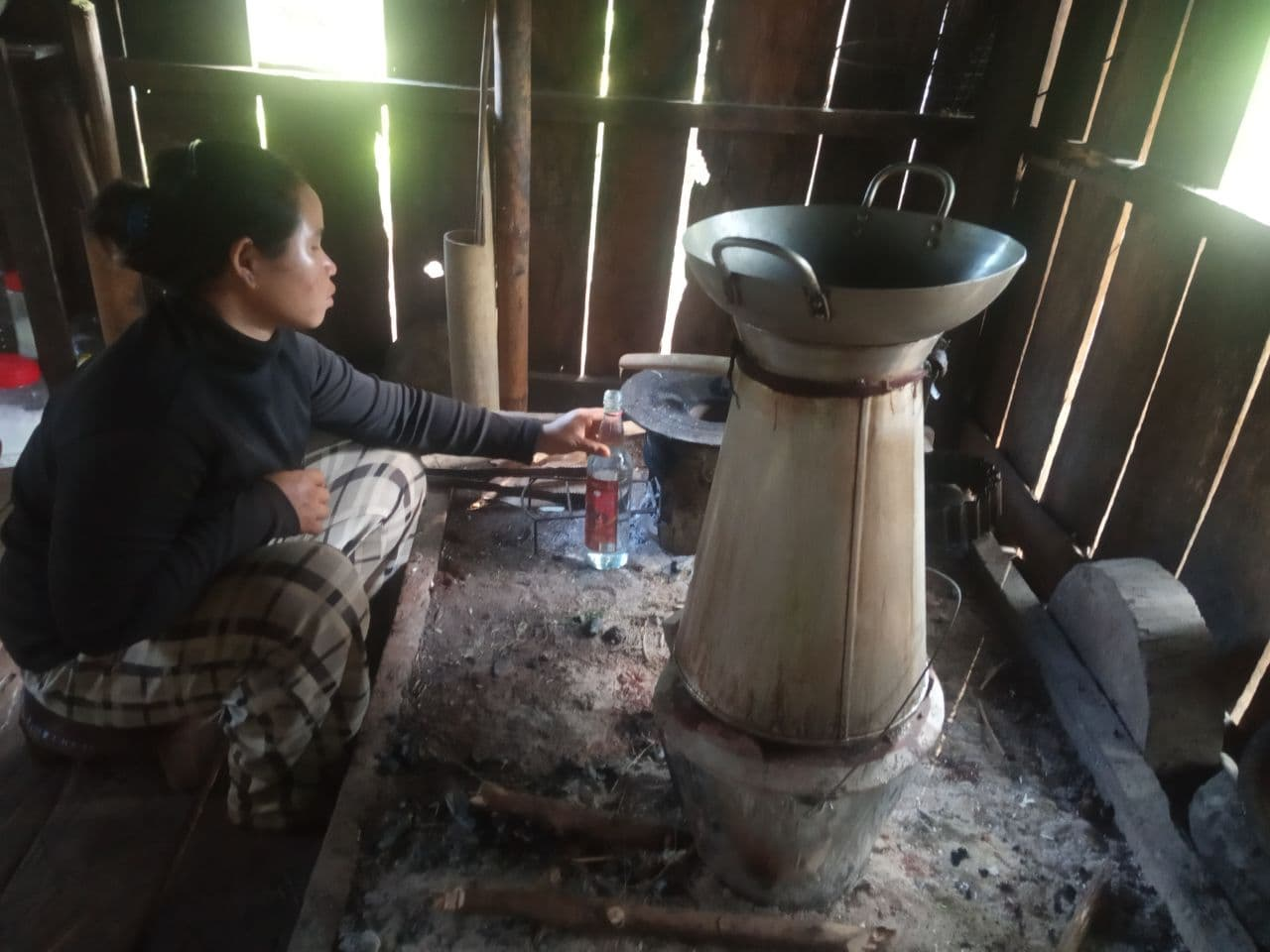
Жінка жене самогон.

Важливе місце в житті тампуанів займає місцевий рисовий самогон. Кожна сім'я готує його по кілька глечиків щороку. Алкоголь у великій кількості вживають на свята, на поминки тощо. Влаштовують спільний бенкет, щоб разом поїсти та випити, лунає музика, люди розповідають про свої традиції. Пияцтво є поширеною проблемою.

## Музика, танці
Незважаючи на зовнішній тиск, у громадах тампуанів все ще зберігаються народні культурні традиції. На початку 1990-х років уряд дозволив гірським народам зберігати свою культуру, пісні та танці. Їхня музика за своїм звучанням та набором інструментів контрастує із кхмерською народною й класичною музикою, а також сучасною популярною музикою, що розвинулась під впливом Заходу. Традиційна тампуанська музика виконується на гонгах, місцевих флейтах та струнних інструментах. Бронзові гонги вважаються найважливішим інструментом. Старі музичні стилі значною мірою втрачені, але живе більш сучасний музичний стиль сінліпа (художня пісня). Серед тампуанів є талановиті музиканти. Мистецькі групи з кількох тампуанських сіл здобували нагороди на національних конкурсах у Пномпені. Випущені їхні записи на компакт-дисках.
За давньою традицією народу чоловіки зазвичай грають на музичних інструментах, а жінки співають. Народний танець ромвонг чоловіки та жінки виконують разом, стаючи в коло.